# Lược

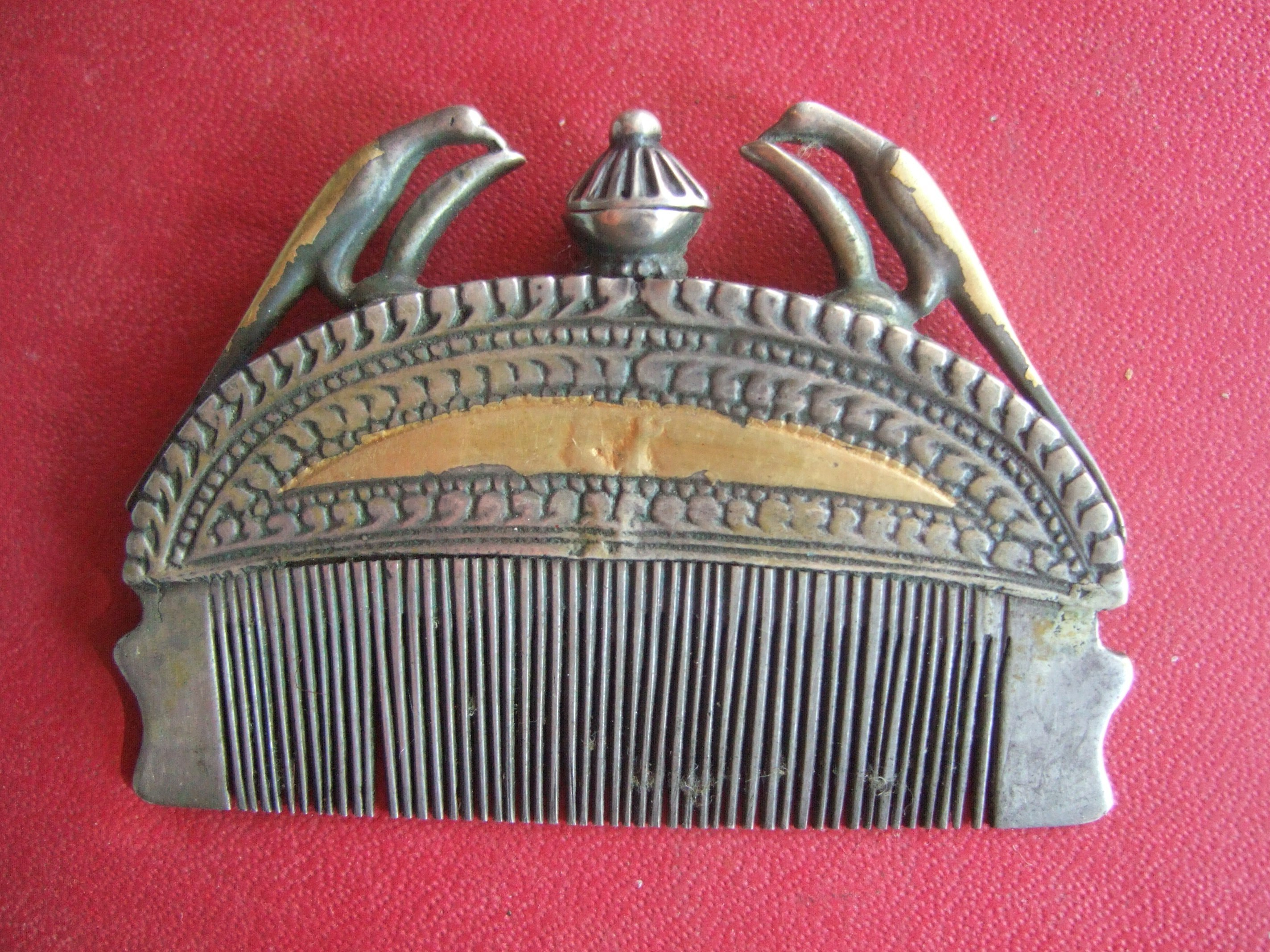
Một chiếc lược thời cổ

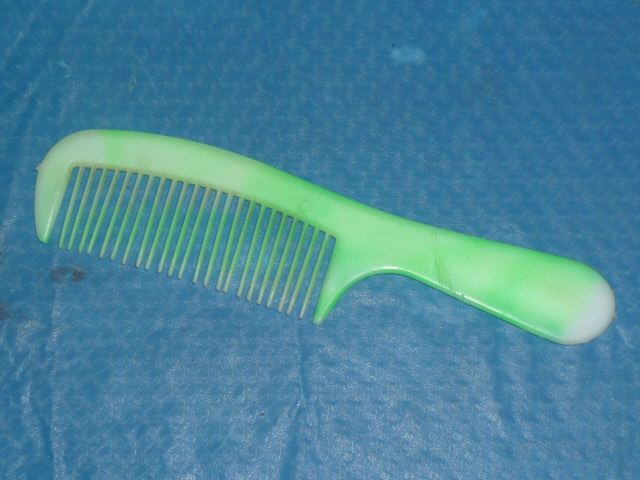
Lược nhựa thời đại mới

Lược là một vật dụng có răng nhỏ, dài và đều nhau, được sử dụng trong việc chải tóc hay chải đầu để chăm sóc làm cho tóc thẳng hay để làm sạch tóc chải đi các loại sợi khác bám trên tóc. Lược còn là dụng cụ để định hình tóc thông qua việc chải, chuốt, vắt tóc... Lược là một trong những dụng cụ lâu đời nhất được tìm thấy bởi các nhà khảo cổ khi họ phát hiện trong các hình thức dụng cụ chăm sóc tóc rất tinh tế từ các khu khảo cổ có niên đại cách đây 5.000 năm ở Ba Tư. Lược có thể được chế tạo từ một số vật liệu, thường được làm bằng nhựa là nhiều nhất, ngoài ra có thể làm bằng kim loại, hoặc gỗ. Ngà hay sừng đã từng là nguyên liệu phổ biến nhưng nay đã bị hạn chế. Lược được làm từ gỗ, chủ yếu làm bằng gỗ anh đào hay gỗ dương. Lược có thể thay đổi hình dạng theo chức năng.